# GEDCOM
GEDCOM (et akronym for Genealogical Data Communication) er et filformat, der de facto er standard inden for slægtsforskningsprogrammer. GEDCOM-formatet er udviklet af Jesu Kristi Kirke af Sidste Dages Hellige, hvis syn på familien giver behov for omfattende registrering af familiebånd og slægtsforskning.